# Penn Central
Die Penn Central Company war eine amerikanische Holdinggesellschaft. Sie existierte von 1969 bis 1978. Ihre wichtigste Tochtergesellschaft war die Bahngesellschaft Penn Central Transportation Company. Die Nachfolgegesellschaft Penn Central Corporation wurde 1994 in American Premier Underwriters Inc. umfirmiert und ging 1995 in die American Financial Group auf.

## Geschichte
Am 1. Februar 1968 erfolgte die Fusion der früheren konkurrierenden Bahngesellschaften New York Central Railroad und Pennsylvania Railroad zur Pennsylvania New York Central Transportation Company. am 8. Mai 1968 änderte diese Gesellschaft ihren Namen in Penn Central Company. Bereits vor der Fusion der Unternehmen hatte der Vorstand der Pennsylvania Railroad Stuart T. Saunders in bahnfremde Wirtschaftszweige investiert. Diese Geschäftsstrategie wollte er fortsetzen und so wurde im Januar 1969 der Plan zur Schaffung einer Holdinggesellschaft vorgestellt. Dies geschah auch vor dem Hintergrund, dass die fusionierten Bahngesellschaften im ersten gemeinsamen Geschäftsjahr einen Verlust einfuhren und sich eine Verschlechterung der Situation abzeichnete.
Aus diesem Grunde wurde eine Gesellschaft mit dem Namen "Penn Central Holdings Company" geschaffen. Am 13. Mai 1969 bestätigte die Aktionärsversammlung die Schaffung der entsprechenden Unternehmensstruktur. Diese wurden nach Abschluss des entsprechenden Aktientausches zum 2. Oktober 1969 wirksam. Gleichzeitig änderte die Bahngesellschaft "Penn Central Company" ihren Namen in "Penn Central Transportation Company" und die Holdinggesellschaft "Penn Central Holdings Company" übernahm den freigewordenen Namen "Penn Central Company".
Die Bahngesellschaft Penn Central Transportation Company musste schließlich wegen mangelnder Liquidität am 21. Juni 1970 Bankrott anmelden. Dies war der bisher größte Konkurs in der Geschichte der Vereinigten Staaten. Die Geschäfte dieser Gesellschaft wurden nun durch ein vierköpfiges Gremium von Insolvenzverwaltern geleitet. Da auch die Pennsylvania Company, in der ein Großteil der Unternehmen aus dem Nichtbahn-Sektor gebündelt waren, eine Tochtergesellschaft der Bahngesellschaft war, war der größte Teil des Unternehmens der Einflussnahme der Holdinggesellschaft entzogen. Im Rahmen des Verfahrens erwogen die Insolvenzverwalter die Pennsylvania Company unter die Kontrolle eines Konsortiums aus 53 Banken zu stellen. Diese hatten kurz vor der Insolvenz der Gesellschaft einen 300-Millionen-Kredit ausgereicht und dafür als Sicherheit die Übertragung der Aktien der Pennsylvania Company erhalten. Diese Ansinnen wurde von den Penn-Central-Eigentümern abgelehnt. 1974 stellten die Insolvenzverwalter fest, dass ein wirtschaftlicher Geschäftsbetrieb der Bahngesellschaft unter den vorhandenen gesetzlichen Bedingungen nicht möglich sei. Um den Schienenverkehr im Nordosten und Mittelwesten der Vereinigten Staaten zu retten, war die staatliche Bahngesellschaft Conrail gegründet worden. Diese nahm zum 1. April 1976 den Geschäftsbetrieb auf und übernahm das für den Betrieb notwendige Vermögen der Bahngesellschaft.
Infolgedessen konnten die Insolvenzverwalter einen Plan zur Beendigung des Konkursverfahrens entwickeln. Maßgeblich daran beteiligt war der Unternehmensberater Victor H. Palmieri. Nachdem die Gläubiger diesem Plan zugestimmt hatten, fusionierte am 24. Oktober 1978 die Penn Central Company in die Penn Central Transportation Company und wurde gleichzeitig in Penn Central Corporation umfirmiert. Die Alteigentümer erhielten für 25 alte Aktien eine Aktie des neuen Unternehmens. Die Penn Central Corporation zählte mit einem Anlagevermögen von 4 Milliarden Dollar noch immer zu den 50 größten Unternehmen in den Vereinigten Staaten. Mit dem neuen Chairman und CEO Richard Dicker übernahm der größte Anteilseigner Equitable Life Assurance Society die Führungsrolle.
Nach Abschluss der Übernahmevereinbarung mit der United States Railway Association 1981 verfügte die Gesellschaft über ein Barvermögen von 2,1 Milliarden Dollar und Steuergutschriften in Höhe von 2,2 Milliarden Dollar.
Dazu kamen noch die Unternehmensbeteiligungen, die bereits vor der Insolvenz bestanden hatten, sowie umfangreicher Grundbesitz und nicht übertragene Überbauungsrechte bei Bahnanlagen. So war ein Großteil des Landes an der Park Avenue zwischen der 42. und der 50. Straße sowie das Grand Central Terminal im Eigentum von Penn Central. Dazu kamen noch weitere lukrative Grundstücke in Innenstadtlagen (z. B. Penn Center in Philadelphia).
Mit dem nun vorhandenen Kapital wurden weitere Akquisitionen getätigt. So wurde der Ölbohranlagenhersteller Marathon Manufacturing, das Elektronikunternehmen G.K. Technologies (früher General Cable), der Gasproduzent Buckeye Gas Products und der Kondensatorhersteller Sprague Electric erworben. Die meisten dieser Erwerbungen warfen jedoch keinen Gewinn ab. 1982 erfolgte der Verkauf des Freizeitparkbetreibers Great Southwest Corporation (Six Flags).
Ab 1982 begann der Versicherungsunternehmer Carl H. Lindner Anteile am Unternehmen zu erwerben und hatte schließlich 1983 genügend Einfluss um zum Vorsitzenden des Aufsichtsrates gewählt zu werden. Unter seiner Führung änderte sich die Unternehmensstrategie. So wurden etliche Unternehmen im operativen Bereich veräußert, unter anderem die Beteiligung an der Buckeye Pipe Line. 1986 waren die wichtigsten Unternehmenszweige Sprague Electric, Penn Central Telecommunications (u a. General Cable, ETS, Telsta), Penn Central Federal Systems (Vitro Corporation, Qualcorp), Gulf Energy Development sowie die Beteiligungen am Marathon Manufacturing und die Grundbesitzverwaltung. Nachdem Carl Lindner im Frühjahr 1987 als Chief Executive Officer auch die Leitung des Geschäftsbetriebes übernommen hatte, wurde der Verkauf von Tochterunternehmen weiter beschleunigt. Damit stieg das Barvermögen wieder auf 1,1 Milliarden Dollar an und die Verschuldung reduzierte sich auf 5 % des Kapitals. 1989 wurde dann das erste Versicherungsunternehmen Republic Indemnity erworben. In den nächsten Jahren verlagerte sich die Geschäftstätigkeit immer mehr in die Versicherungsbranche. Das neu geschaffenen Tochterunternehmen General Cable Corporation, in dem einschlägige Produktionsunternehmen gebündelt wurden, wurde 1992 selbstständig. Im gleichen Jahr erfolgte der Verkauf der Rüstungssparte Vitro Corporation.
Ende 1993 war das neue Unternehmensziel, alle Geschäftsbereiche die nichts mit Versicherungen bzw. Grundstücken- und Grundstücksrechten zu tun haben, zu veräußern. 1994 erfolgte, nachdem dieses Ziel weitgehend umgesetzt war, die Umbenennung in American Premier Underwriters. Zum April 1995 erfolgte die Fusion mit der ebenfalls Carl H. Lindner gehörenden American Financial Corporation zur American Financial Group. Das Unternehmen besteht auf dem Papier weiter, insbesondere zur Risikoabsicherung gegenüber eventuell noch bestehenden Forderungen aus der Insolvenz der Penn Central Transportation. So fand der bisher letzte Prozess dazu 2012 statt.

## Unternehmensstruktur

### 1970
1970 stellte sich die Unternehmensstruktur wie grob folgt dar. Bei vielen Tochtergesellschaften im Bahnbereich werden die Anteile zum einen von der Penn Central Transportation bzw. weiteren Tochtergesellschaften gehalten.
- Penn Central Company
  - Southwestern Oil and Refining Company
  - Royal Petroleum Corporation
  - Penn Central Transportation Company
    - weitere Bahngesellschaften (direkt und indirekt gehalten sowie gepachtet)
    - Pittsburgh and Lake Erie Railroad (81,04 %)
    - Lehigh Valley Railroad (97,32 %)
    - Pennsylvania-Reading Seashore Lines (66,61 %)
    - Wilkes-Barre Connecting Railroad (50 %)[5]
    - Illinois Terminal Railroad (9,09 %)
    - Pennsylvania Company
      - Buckeye Pipeline Company (100 %) mit Buckeye Tank Terminals Inc. und Everglades Pipe Line Co. (41 %)
      - Great Southwest Corporation (80,36 %) mit weitere Tochterunternehmen
      - Arvida Corporation (58,97 %) mit weiteren Tochterunternehmen u. a. University Park Inc.
      - Macco Realty Co. und weitere Tochterunternehmen
      - Penn Towers Inc. (40 %)
      - Detroit, Toledo and Ironton Railroad (99,99 %) mit Tochterunternehmen und weitere Investitionen in Bahngesellschaften (u. a. Norfolk and Western Railway)
      - Connecting Railway mit weiteren Tochterunternehmen
      - Philadelphia, Baltimore and Washington Railroad mit Tochterunternehmen
      - West Jersey and Seashore Railroad (28,38 %)
      - Montour Railroad
      - Toledo, Peoria and Western Railroad
      - Wabash Railroad
      - Illinois Northern Railroad (12 %)
      - Norfolk and Western Railway (23,2 %)

    - Cleveland Technical Center Inc.
    - Western Warehousing Company
    - Penn Central Park Inc.
    - Penndiana Improvement Inc.
    - Penndel Company
      - Mackinac Transportation Co. (33 1/3 %)
      - Norfolk and Portsmouth Belt Line Railroad (12,5 %)

    - Manor Real Estate Co. mit weiteren Tochtergesellschaften z. T. gemeinsam mit der DT&I
    - Clearfield Bitumnious Coal Corporation
      - Cambria and Indiana Railroad (40 %)
      - Cambria County Water Supply Co.
      - Henriette Water
      - 31st Street Realty Corporation.

    - New Gauley Coal Corp (24,05 %)
    - New York Central Development Co.
    - American Contract Co. mit Executive Jet Aviation (58 %), Merchants Trucking Co. und weiteren Gesellschaften
    - Richmond-Washington Co. (16 2/3 %)
      - Richmond, Fredericksburg and Potomac Railroad (76,21 %) und deren Tochtergesellschaften

    - Despatch Shops Inc.
      - Realty Hotels Inc.

    - Pennsylvania Terminal Real Estate Corp.
    - Penn Plaza Venture (55 %)

### 1993
Der Jahresabschluss 1993 weist folgende Unternehmensstruktur aus:
- Pennsylvania Company
  - Atlanta Casualty Company und weitere Tochterunternehmen
  - Buckeye Management Company
    - Buckeye Pipe Line Company

  - DI Industries, Inc. (53,9 %) und weitere Tochterunternehmen
  - Great Southwest Corporation
    - World Houston, Inc.

  - Holan Manufacturing, Inc.
  - Infinity Insurance Company und weitere Tochterunternehmen
  - PCC Hotel, Inc.
  - PCC-N26LB, Inc.
  - PCC Technical Industries, Inc.
    - ESC, Inc.
    - Marathon Manufacturing Companies, Inc.
      - Marathon Battery Company
      - Marathon Manufacturing Company und weitere Tochterunternehmen

    - PCC Maryland Realty Corp.
    - Penn Camarillo Realty Corp.

  - PCC-340, Inc.
  - Penn Central Reinsurance Company
  - Penn Central UK Limited
    - Insurance (GB) Limited (51 %)

  - Putnam Holdings, Inc.
    - Putnam Sub, Inc.

  - Republic Indemnity Company of America
    - Republic Indemnity Company of California

  - Risico Management Corporation
  - Telsta Network Services, Inc.
  - Windsor Insurance Company und weitere Tochterunternehmen
- PCC Real Estate Inc mit weiteren Tochterunternehmen
- Penn Central Energy Management Company

Dazu kommen noch die folgenden Unternehmen die die Geschäftstätigkeit eingestellt haben:
- The Ann Arbor Railroad Company
- The Associates of the Jersey Company
- Delbay Corporation
- Detroit Manufacturers Railroad Company (82 %)
- The Indianapolis Union Railway Company
- Lehigh Valley Railroad Company
- The Michigan Central Railroad Company
- The New York and Harlem Railroad Company (97 %)
- The Owasco River Railway, Inc.
- Penn Central Properties, Inc.
- Pennsylvania-Reading Seashore Lines (66-2/3 %)
- Penn Towers, Inc.
- Pittsburgh and Cross Creek Railroad (83 %)
- Terminal Realty Penn Co.
- United Railroad Corp.
- Waynesburg Southern Railroad Company

## Sitz
Ursprünglich hatte das Unternehmen seinen Sitz im Three Penn Center in Philadelphia. Am 10. Januar 1979 wurde bekanntgegeben, dass das Unternehmen seinen Sitz nach New York verlegt. Die Buchhaltung und die Liegenschaftsabteilungen verblieben in Philadelphia. Am 2. April 1984 verlegte die Unternehmensleitung ihre Büros nach Greenwich (Connecticut) in das Bürogebäude 500 West Putnam Avenue. Ein Teil der Beschäftigten und das Archiv verblieben in New York. 1987 wurden schließlich Büros im Gebäude First East Fourth Street in Cincinnati in Ohio bezogen. Damit verbunden war auch die weitgehende Aufgabe aller bisher noch verbliebenen Standorte.

## Unternehmensführung

### Penn Central Company
- 2. Oktober 1969– 8. Juni 1970: Stuart T. Saunders (Chairman, CEO)
- 1. Dezember 1969–7. August 1970: Paul A. Gorman (Präsident, ab 9. Juni 1970 zusätzlich Chairman, CEO)
- 1. September 1970–24. März 1971: Gaylord P. Harnwell (Chairman, CEO und Präsident)
- 24. März 1971–24. Oktober 1978: Archibald DeB. Johnson (Chairman, CEO und Präsident)

### Penn Central Corporation/American Premier Underwriters
- 24. Oktober 1978–19. Mai 1983: Richard Dicker (Chairman und CEO)[7]
- 24. Oktober 1978–11. September 1979: Frank E. Loy (Präsident)
- 11. September 1979–16. April 1982: Richard A. Voell[8]
- 16. April 1982–31. März 1987: Alfred W. Martinelli (ab 20. Mai 1982 bis 31. März 1987: zusätzlich CEO)[9]
- 19. Mai 1983–März 1996: Carl H. Lindner (Chairman, ab 31. März 1987 CEO)[10]
- 31. März 1987–Februar 1992: Ronald F. Walker (Präsident)
- Februar 1992–März 1996: Carl H. Lindner III. (Präsident)